# Piotrkowiczki (gromada)
Piotrkowiczki – dawna gromada, czyli najmniejsza jednostka podziału terytorialnego Polskiej Rzeczypospolitej Ludowej w latach 1954–1972.
Gromady, z gromadzkimi radami narodowymi (GRN) jako organami władzy najniższego stopnia na wsi, funkcjonowały od reformy reorganizującej administrację wiejską przeprowadzonej jesienią 1954 do momentu ich zniesienia z dniem 1 stycznia 1973, tym samym wypierając organizację gminną w latach 1954–1972.
Gromadę Piotrkowiczki z siedzibą GRN w Piotrkowiczkach utworzono – jako jedną z 8759 gromad na obszarze Polski – w powiecie trzebnickim w woj. wrocławskim, na mocy uchwały nr 29/54 WRN we Wrocławiu z dnia 2 października 1954. W skład jednostki weszły obszary dotychczasowych gromad Piotrkowiczki, Będkowo, Mienice i Machnice ze zniesionej gminy Wisznia Mała w tymże powiecie. Dla gromady ustalono 11 członków gromadzkiej rady narodowej.
1 stycznia 1960 gromadę zniesiono, a jej obszar włączono do gromad: Wisznia Mała (wsie Piotrkowiczki, Mienice i Machnice) i Trzebnica (wsie Będkowo i Węgrzynów) w tymże powiecie.